# Snow Patrol
Snow Patrol je britanski alternativni rock sastav iz škotskog Dundeeja. Osnovani su 1994. godine, ali su komercijalni uspjeh doživjeli tek 2003., albumom Final Straw, a još im je veću popularnost donio sljedeći album, donekle power pop zvuka, Eyes Open iz 2006. Pjesma "Chasing Cars" s tog albuma njihov je najveći mainstream hit do danas, podjednako uspješna na britanskoj (broj 6) i američkoj ljestvici (broj 5). Pjesma je 2007. nominirana za nagradu Grammy u kategoriji najbolje rock pjesme.
Sastav je krajem listopada 2008. izdao svoj peti album, A Hundred Million Suns. U lipnju 2009. bili su predgrupa sastavu Coldplay na njihovoj sjevernoameričkoj turneji, a planirani su kao predgrupa još jednoj svjetskoj rock atrakciji, U2, na njihovoj U2 360° turneji.

## Članovi

### Trenutačna postava
- Gary Lightbody - glavni vokal, ritam gitara, metalofon
- Nathan Connolly - solo gitara, prateći vokali (od 2002.)
- Paul Wilson - bas-gitara, prateći vokali (od 2005.)
- Jonny Quinn - bubnjevi, udaraljke, prateći vokali (od 1997.)
- Tom Simpson - klavijature, sintisajzer, sampleri (od 2005.)
- Johnny McDaid - klavir, gitara, prateći vokali (od 2011.)

### Bivši članovi
- Mark McClelland - bas-gitara (do 2005.)
- Michael Morrison - bubnjevi (do 1996.)

## Diskografija
- Songs for Polarbears (1998.)
- When It's All Over We Still Have to Clear Up (2001.)
- Final Straw (2003.)
- Eyes Open (2006.)
- A Hundred Million Suns (2008.)
- Fallen Empires (2011.)
- Wildness (2018.)
- The Forest Is the Path (2024.)

## Vanjske poveznice
- Službena stranica (engl.)

### Ostali projekti
|  | Zajednički poslužitelj ima još gradiva o temi Snow Patrol |